# Ashton-Evans Motors
Die Ashton-Evans Motors Ltd. war ein britischer Automobilhersteller in Birmingham. 1919–1928 wurde dort nur ein Modell gefertigt.

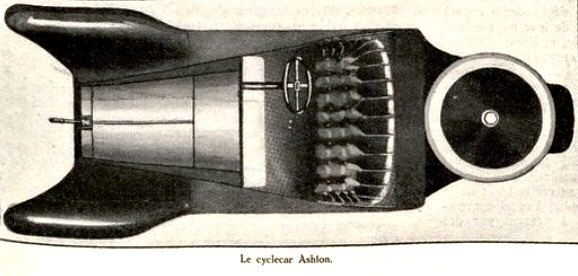
Ashton Cyclecar

Der 11/16 hp hatte einen Vierzylinder-Reihenmotor mit 1498 cm³ Hubraum von Coventry-Simplex, der 15 bhp (11 kW) Leistung entwickelte. Der Wagen war mit zwei verschiedenen Radständen – 2438 mm und 2896 mm – erhältlich.

## Modelle
| Modell   | Bauzeitraum | Zylinder | Hubraum  | Radstand     |
| -------- | ----------- | -------- | -------- | ------------ |
| 11/16 hp | 1919–1928   | 4 Reihe  | 1498 cm³ | 2438–2896 mm |